# Janusz Gajowniczek
Janusz Gajowniczek (ur. 25 października 1946 w Rudnie) – pisarz, regionalista związany z województwem zachodniopomorskim, w szczególności z gminą Dolice.

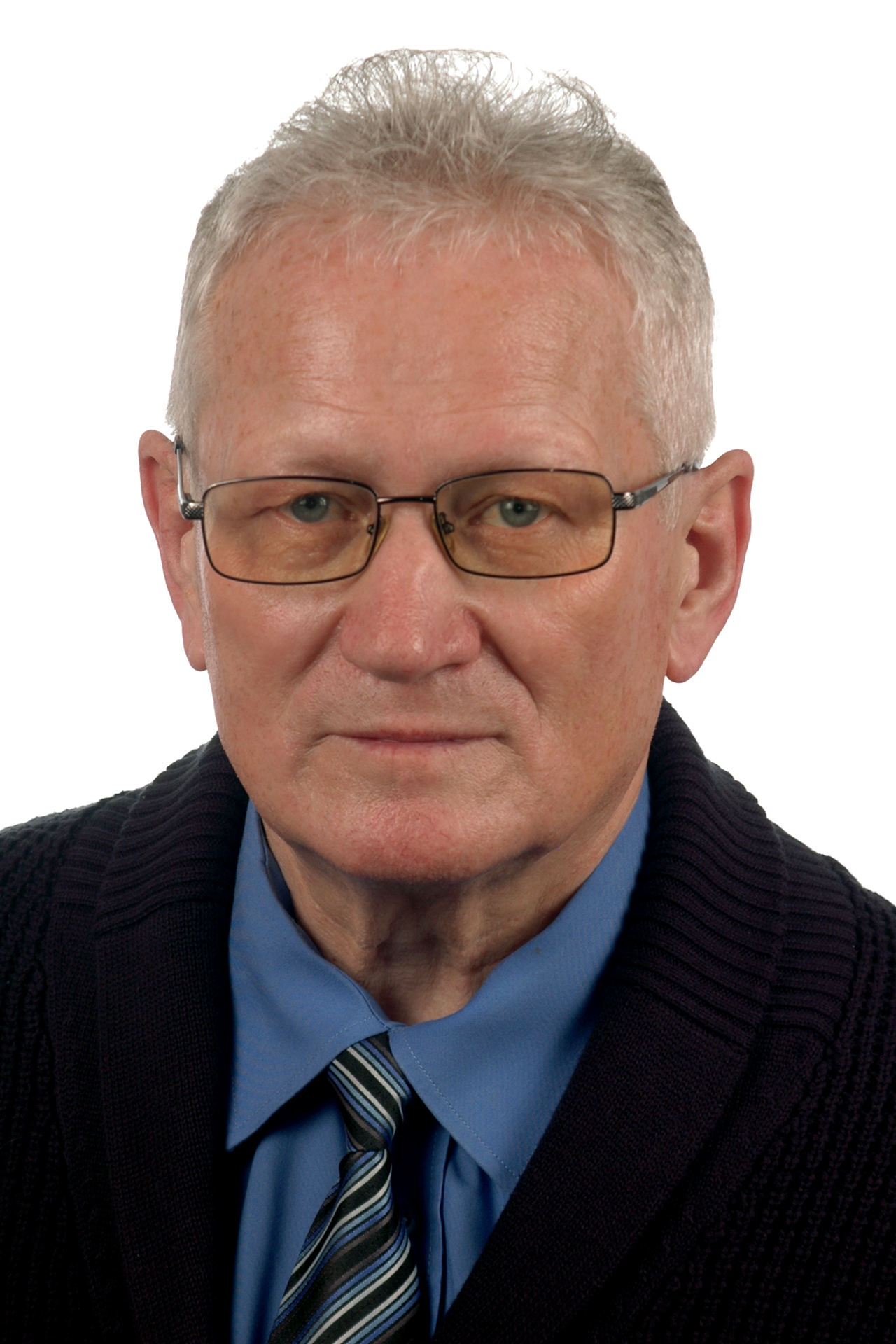
Janusz Gajowniczek

## Życiorys
Syn Damazego i Marii z domu Szewczyk. Żonaty, ma dwóch synów. Szkołę podstawową ukończył w 1960 r. Absolwent Technikum Rolniczego w Czartajewie k/Siemiatycz (1960–1965) i Studium Nauczycielskiego w Siedlcach (1965–1967) oraz Akademii Rolniczej w Poznaniu (1975–1980).
W latach 1967–1974 pracował w szkolnictwie rolniczym oraz administracji państwowej będąc m.in. inicjatorem i organizatorem nowych stacjonarnych szkół rolniczych w Motyczu i w Warnicach, a także kursów i punktów konsultacyjnych dla młodzieży pracującej oraz innych form doskonalenia zawodowego.
W latach 1975–1991 zajmował kierownicze stanowiska w przedsiębiorstwach rolnych: w DKR Dolice, a po jego reorganizacji w KPGR Warszynie (1982–1987) i Karsku (1987–1991). Wykazał wiele inicjatywy przy organizowaniu i usprawnianiu działalności tych przedsiębiorstw, dostosowując ich działalność do wymogów reformy gospodarczej. Kierował budową nowych mieszkań dla pracowników, rozbudową zaplecza magazynowego i warsztatowego, wytwórni pasz treściwych oraz budową dróg dojazdowych i pracami melioracyjnymi. W tym czasie nastąpił znaczny rozwój produkcji zwierzęcej i poprawa efektów ekonomicznych tych przedsiębiorstw. Interesował się problemami socjalnymi załogi. Rozszerzał zakres podstawowej opieki zdrowotnej poprzez częste organizowanie białych sobót, połączonych z dalszym korzystaniem przez pracowników z bazy wojskowych służb medycznych (przychodnia, szpital).
W okresie działalności w KPGR Dolice i Dolickim Kombinacie Rolnym (1975–1981) na stanowisku głównego specjalisty do spraw kadr i szkolenia włożył dużo wysiłku w podnoszenie kwalifikacji załogi, upowszechniania wszelkich form szkolenia ogólnego i zawodowego. Tylko w 1979 r. szkołę podstawową ukończyło na kursach wieczorowych 130 pracowników. Kwalifikacje zawodowe zdobyło łącznie 417 osób, tj. ponad 20% pracowników fizycznych przedsiębiorstwa. W tym czasie wzrosła także liczba pracowników uzupełniających swoje wykształcenie średnie i wyższe oraz podnoszących kwalifikacje w ramach studiów podyplomowych. Organizował okresową pomoc młodzieży szkół średnich przy pracach sezonowych w rolnictwie.
Po likwidacji tych jednostek powrócił do pracy pedagogicznej w Zespole Szkół Rolniczych w Szczecinie (1991–1994). Jednocześnie podjął inicjatywę zagospodarowania i adaptacji obiektów po zlikwidowanej jednostce wojskowej i tworzenia Domu Pomocy Społecznej w Dolicach, którego był pierwszym dyrektorem (1993–1994).
Obok działalności zawodowej, czynnie uczestniczył w życiu politycznym i społecznym środowiska, pełniąc m.in. funkcję przewodniczącego Rady Gminy w VIII i X kadencji Rad Narodowych.
Jest członkiem zarządu Oddziału Gminnego LOP w Dolicach. Pełniąc tę funkcję szczególną uwagę zwraca na problemy ochrony prawnej miejscowej przyrody. Współpracując z Prezesem Oddziału Ryszardem Kalinowskim dokonał szczegółowej inwentaryzacji wszystkich interesujących i cennych obiektów przyrodniczych na terenie gminy Dolice. Na tej podstawie opracowali program ochrony tych obiektów pt. Przyroda Gminy Dolice. Kilka wybranych zagadnień z tego programu opublikowano na łamach kwartalnika Wędrowiec Zachodniopomorski.

## Twórczość
Jest autorem oraz współautorem kilku książek oraz wielu artykułów o szerokiej tematyce, związanej m.in. z II wojną światową, turystyką, archeologią oraz naukami pomocniczymi historii, takimi jak: numizmatyka, heraldyka oraz genealogia.
Jest wielkim miłośnikiem Ziemi Dolickiej. Jego pasją jest poznawanie i dokumentowanie bogatej oraz interesującej historii regionu w powiązaniu z dziejami Polski. Interesuje się nazewnictwem miejscowym (doszukując się w nim spuścizny dawnych Słowian), a także poezją liryczną oraz rozwojem duchowym i religijnym społeczeństwa. Jako członek władz gminnych i wojewódzkich LOP, propaguje piękno przyrody i wysokie wartości kulturowe tej ziemi. Czynnie uczestniczy w upowszechnianiu turystyki pieszej i rowerowej we współpracy z młodzieżą szkolną. Po przejściu na emeryturę bardzo dużo czasu poświęca działalności pisarskiej.
W ramach szerokiej działalności związanej z tworzeniem nowej, integralnej tradycji i kultury na Pomorzu Zachodnim przy wykorzystaniu środków pomocowych w Poakcesyjnym Programie Wspierania Obszarów Wiejskich, finansowanych z kredytu Banku Światowego, a także realizowanych w ramach Stowarzyszenia Lokalnej Grupy Działania Ziemia Pyrzycka (której był jednym z założycieli i pracuje społecznie już trzecią kadencję w Radzie Decyzyjnej) było m.in. opracowanie w 2010 r. informatora Atrakcje historyczno-przyrodnicze gminy Dolice.
Efektem współpracy z seniorem swojego rodu Janem Szewczykiem-Rolandem było wydanie Genealogii rodu, oraz opracowanie na podstawie jego pamiętników, książek: Wspomnienia wojenne z okresu drugiej wojny światowej i Dzienniki z podróży.
We współpracy z Tadeuszem Siewiorem opracował i wydał książkę Polskie ślady na Pomorzu Zachodnim dotyczącą losów Polaków przebywających na tych terenach w okresie II wojny światowej (w charakterze jeńców i robotników przymusowych), a także pierwszych repatriantów przybyłych tu po przejściu frontu. Opracowana została na podstawie pamiętników, wspomnień i wywiadów. Kontynuacją tematyki regionalnej jest obszerna praca monograficzna gminy pt. Historia zapisana w nazwach – spacer słowiańskimi ścieżkami po Dolickiej Ziemi. W tej pracy zwraca szczególną uwagę na początki kształtowania się pisanej historii Pomorza Zachodniego oraz na dorobek zamieszkującej tu od wieków ludności słowiańskiej. Wyraźnie podkreśla słowiański rodowód tych ziem, jak również polityczne, gospodarcze i kulturalne związki Pomorza Zachodniego z Polską. Odzwierciedleniem tego są liczne nazwy miejscowe wyszukane, przetłumaczone i opisane przy udziale miejscowego pasjonata tej tematyki Zygfryda Dzedzeja.

## Książki
- Z dziejów Ziemi Dolickiej, Dolice 1997 (23 strony). Materiał historyczny związany z wykonanym przez autora projektem herbu, flagi i sztandaru dla gminy Dolice;
- Dolice i okolice, Przewodnik turystyczny, Stargard Szczeciński 1999 (48 stron);
- J. Szewczyk-Roland, J. Gajowniczek, Genealogia członków rodu Jarzynów i Szewczyków, Szczecin, 2000, wyd. I (96 stron) i wyd. II (114 stron);
- J. Szewczyk-Roland, Wspomnienia wojenne z okresu II Wojny Światowej, Dolice, 2003, wyd. I (240 stron) i wyd. II, Dolice 2004 (212 stron). Książka została opracowana i wydana przez J. Gajowniczka na podstawie notatek prowadzonych przez J. Szewczyka–Rolanda oraz wydanego przez niego Diariusza wydarzeń historycznych 1914–1945 ze szczególnym uwzględnieniem losów Rzeczypospolitej Polskiej, Melampos Białystok 1996 (696 stron);
- J. Szewczyk-Roland, Dzienniki z podróży, Dolice, 2003 (112 stron). Książka opracowana i wydana przez J. Gajowniczka na podstawie prowadzonych przez J. Szewczyka-Rolanda dzienników;
- J. Szewczyk-Roland, T.P. Szewczyk, J. Gajowniczek, M. Gajowniczek, F. Gajowniczek, Wiersze rodzinne, Dolice 2004 (117 stron);
- J. Gajowniczek, T. Siewior, Polskie Ślady na Pomorzu Zachodnim, Dolice, 2005 (202 strony);
- J. Gajowniczek, R. Kalinowski, Przyroda Gminy Dolice, Dolice, 2006 (116 stron). Projekt gminnego programu ochrony drzew, krzewów, głazów i głazowisk;
- J. Gajowniczek, Z. Dzedzej. Historia zapisana w nazwach. Spacer słowiańskimi ścieżkami po Dolickiej Ziemi, 2015 (stron 419), PARES II, 2015. ISBN 978-83-941607-0-8.

## Materiały naukowe i popularnonaukowe
- Historia cmentarzy dolickich. Ogólnopolska Konferencja i Wystawa – Nekropolie, kirkuty, cmentarze, Szczecin, 2002, Materiały konferencyjne, s. 103-107;
- Kościół parafialny pw. Chrystusa Króla w Dolicach. Stargardia – Rocznik Muzeum w Stargardzie, tom II, 2002, s. 447–456;
- Dzieje oświaty w Dolicach. Stargardia – Rocznik Muzeum w Stargardzie, tom III 2003, s. 345–352;
- Architektura Gminy Dolice: Informacje wstępne; Krępcewo jako dawna siedziba rodowa Wedlów ze średniowiecznym zamkiem nad Iną; Kościół parafialny w Dolicach; Pseudoklasycystyczny pałac w typie willi w Warszynie na tle historycznej architektury wsi. Wędrowiec Zachodniopomorski, Nr 2 (10) 2003, s. 40-45; artykuł zdobył pierwszą nagrodę w konkursie Odkrywamy Ziemię Stargardzką, zorganizowanym przez Towarzystwo Przyjaciół Stargardu[1];
- Najstarsze obiekty historyczne na terenie gminy Dolice: Informacje wstepne; Groby megalityczne koło Pomietowa; Cmentarzysko kurhanowe kultury łużyckiej koło Mogilicy; Grodzisko prasłowiańskie typu pierścieniowatego koło Moskorzyna; artykuł wyróżniony w konkursie Odkrywamy Ziemię Stargardzką, zorganizowanym przez Towarzystwo Przyjaciół Stargardu[1];
- Krajobraz i przyroda gminy Dolice: Informacje wstępne; Rezerwat przyrody Dęby Sądowskie; Użytki Ekologiczne na terenie gminy Dolice; Park pałacowy w Ziemomyślu A; artykuł wyróżniony w konkursie Odkrywamy Ziemię Stargardzką, zorganizowanym przez Towarzystwo Przyjaciół Stargardu[1];
- Historia w pigułce – materiał na stronę internetową[2];
- Historia Gminy Dolice: Z dziejów Ziemi Dolickiej – materiał na stronę internetowa[3].